# むにむに
むにむにとは、ブラウザ上で実行されるJava言語（Javaアプレット）を使ったブラウザゲームの一種で、パズルゲーム。また、そのゲームに登場する人形のキャラクター。正式名称は組み立てパズル むにむに。テキストベースのステージ作成ツールが存在する。

## 概要
左のチップが人型のキャラクター（むにむに）に変化して18×14マス分のコース内を動き回り、それを止めたり破裂させたりして、決められた数の「むにむに」を使ってコース内の旗を全て取るとクリアになる。基本操作は3つのキーにそれぞれ動いているむにむにのアクション、ゲームスピード変更、やりなおしを当てている形。
1995年にPC-9801向けに作成され、公開されなかったゲームを1996年にJavaアプレットに移植したものである。
『iP!』では「どこまでルールを単純化できるか、どこまで難しくできるかがポイント」のパズルゲームにおいて、「お手本のようなゲーム」と評している。

## むにむに
むにむには左の入り口からコース内へ入り、右へと動く。また、1マスぶんの障害物は飛び越えられる。むにむには下記の4種類がある。
白むにむに
白いむにむに。アクションキーを押して止めるとふんばって「石むに」になる。
石むに
止めて動かない白むにむに。他のむにむにの足場になる。
緑むにむに
緑色のむにむに。止めると通せんぼをし、ぶつかってきたほかのむにむにをUターンさせる。
赤むにむに
赤いむにむに。空中でも止める事ができ、止めると破裂、周りのむにむにを消滅させる。

## 作成ツール
テキストベースでコースを作るツールが無料で配布されている。記述したコースをHTMLファイルで呼び出して遊ぶ形となる。記述の書式は下記の通り。
$STAGE
テキストの最初に書いておく。この次の行にステージの名前を記述する。日本語は不可。
$LEVEL
この次の行に難易度を5段階評価で記述する。
$CHIPS
出てくるむにむにの種類を順番に記述。"1"は「白むにむに」、"2"は「緑むにむに」、"3"は「赤むにむに」。最大100体まで。
$MAP
18×14マス分のマップをテキストで書く。"#"は「壁」や「足場」、"."は「空間」、"F"は「旗」を配置する。